# Dolnja Bistrica
Dolnja Bistrica este o localitate din comuna Črenšovci, Slovenia, cu o populație de 593 de locuitori.